# Ministerrådet Nord–Syd
Ministerrådet Nord–Syd (engelska: North/South Ministerial Council, iriska: An Chomhairle Aireachta Thuaidh/Theas, lågskotska: The Noarth-Sooth Cooncil o Männystèrs) är en brittisk–irländsk mellanstatlig organisation som utgör ett samarbete mellan den brittiska regionala regeringen i Nordirland och Republiken Irlands regering.
Ministerrådet etablerades som en följd av fredsöverenskommelsen, Långfredagsavtalet, (Belfast Agreement) 1998 och har ansvar för områdena jordbruk, utbildning, miljö, hälsa, turism och transport. Underordnat detta finns det sex stycken implementeringsorgan exempelvis Waterways Ireland och Food Safety Promotion Board.

## Medlemmar
| Medlem        | Regeringsorgan                    | Representanter                         | Status                                                         |
| ------------- | --------------------------------- | -------------------------------------- | -------------------------------------------------------------- |
| Irland (Éire) | Irlands regering                  | Taoiseach                              | Suverän stat                                                   |
| Nordirland    | Nordirlands verkställande utskott | Försteminister och vice försteminister | Riksdel av Förenade konungariket Storbritannien och Nordirland |